# Manuel Félix Díaz
Manuel Félix Díaz Guzman (Santo Domingo, 10 de dezembro de 1983) é um boxista dominicano campeão olímpico nos Jogos de Pequim, em 2008.
Participou de sua primeira Olimpíada competindo no peso leve em Atenas 2004, mas foi eliminado logo em sua primeira luta contra o cazaque Serik Yeleuov. Nos Jogos Olímpicos de 2008, realizados em Pequim, Díaz passou a competir na categoria meio-médio-ligeiro e a mudança deu resultado. Na luta final venceu o tailandês Manus Boonjumnong por pontos (12–4), conquistando a medalha de ouro.